# Shyama
Shyama, pseudonimo di Khurshid Akhtar (Lahore, 7 giugno 1935 – Mumbai, 14 novembre 2017), è stata un'attrice indiana.

## Filmografia parziale
- Tarana, regia di Ram Daryani (1951)
- Aar-Paar, regia di Guru Dutt (1954)
- Sharada, regia di L. V. Prasad (1957)
- Barsaat Ki Raat, regia di P. L. Santoshi (1960)

## Premi
- Filmfare Awards
  - 1958: "Best Supporting Actress" (Sharada)